# Grand Mont (Préalpes de Nice)
Pour les articles homonymes, voir Grand Mont (homonymie).
Le Grand Mont, mont Grammond ou Grandmont (Grammondo ou Gramondo en italien) est un sommet frontalier culminant à 1 378 m entre les Alpes-Maritimes, en France, et la province d'Imperia en Italie.
Il est le point culminant des sommets du pays côtier, sur les hauteurs de la commune de Castellar. Sommet massif et individualisé, il est identifiable depuis les communes du littoral (Menton, Roquebrune-Cap-Martin).
La frontière franco-italienne est délimitée sur le terrain par des bornes-frontière ; le sommet se caractérise par un socle en pierre surmonté d'une croix. Sur le soubassement, une plaque commémorative a été placée en hommage à Patrick Berhault, alpiniste français disparu en montagne. 

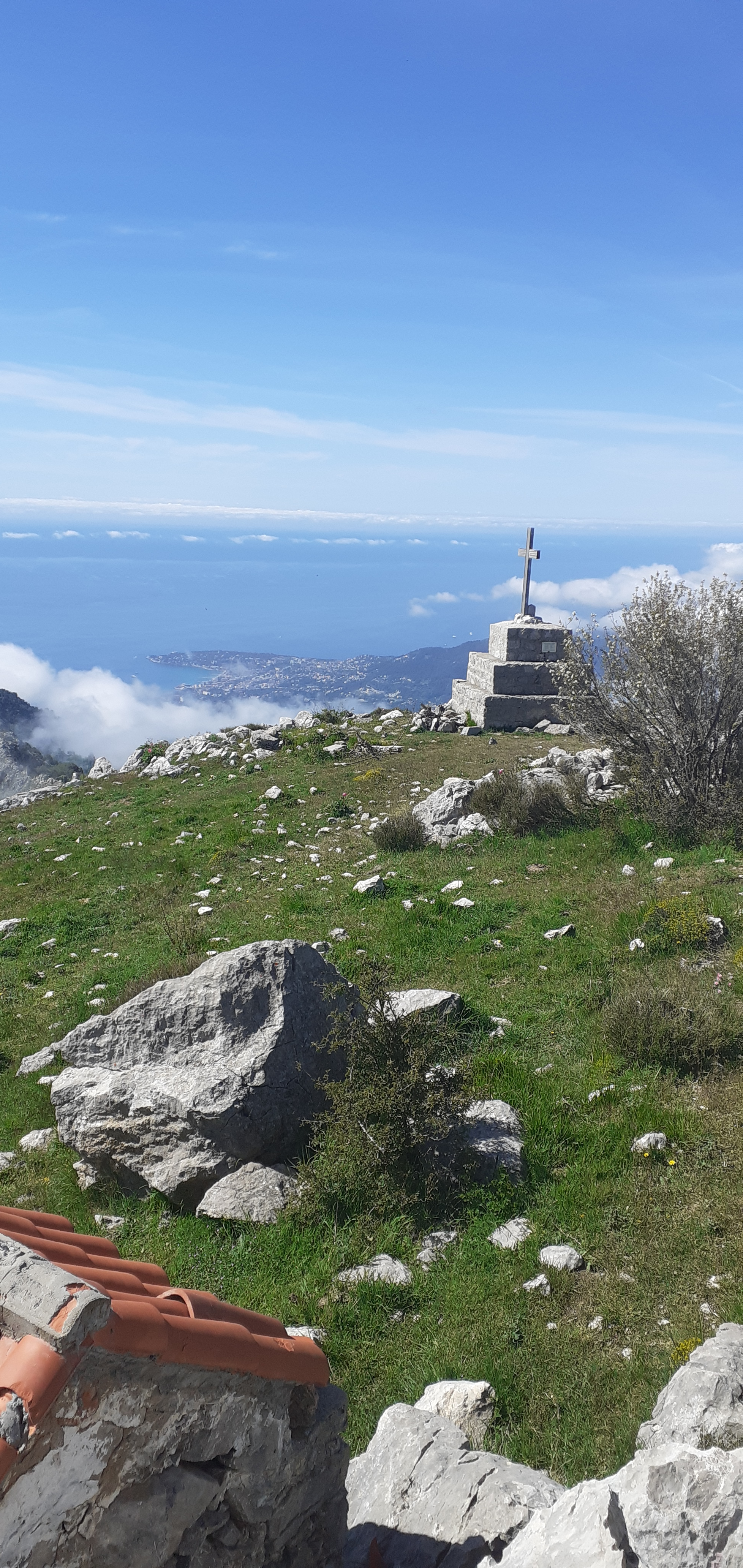
Le sommet du Grand Mont (croix à cheval sur la frontière) vu depuis l'Italie, avec le littoral de Roquebrune-Cap-Martin au second plan.
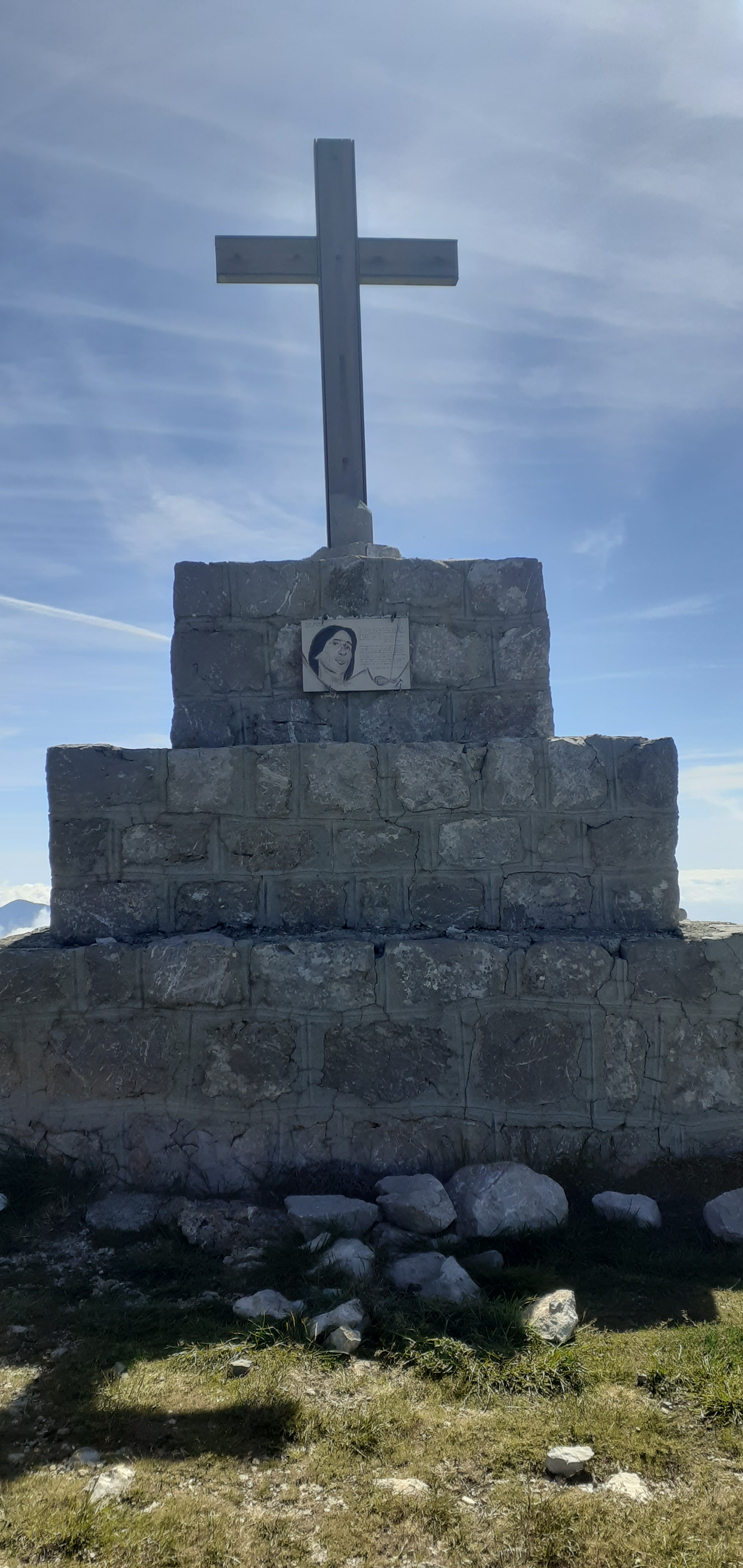
Plaque à la mémoire de Patrick Berhault.

Depuis la France, plusieurs sentiers de randonnée permettent d'accéder à son sommet :
- depuis la commune de Sospel, via Colla Bassa (1 108 m) sur le GR 52 ;
- depuis la commune de Castellar, via le pas de la Corne ou Colla Bassa ;
- depuis le hameau de Monti, via le col Saint-Bernard et le pas de la Corne ou Colla Bassa.